# Jacques de Savoie-Nemours
Pour les articles homonymes, voir Jacques de Savoie.
Jacques de Savoie, dit de Nemours, né à Vauluisant le 12 octobre 1531 et mort à Annecy le 18 juin 1585, est un prince de la famille des Savoie-Nemours, une branche cadette de la maison de Savoie, et un protagoniste important à la cour de France.
Pendant les guerres d'Italie et les guerres de religion, il combattit dans l'armée royale. Réputé pour son charme et son élégance, il fut mêlé à plusieurs histoires galantes. Il épouse finalement, en 1566, Anne d'Este, la veuve du duc François de Guise.

## Biographie

### Origines
Jacques de Savoie naît le 12 octobre 1531, à Vauluisant (Yonne),. Il est le fils de Philippe de Savoie, comte apanagiste de Genève et duc de Nemours, et de Charlotte d'Orléans-Longueville, fille de Louis Ier d'Orléans-Longueville, duc de Longueville. Il est donc le petit-fils du duc Philippe II de Savoie au même titre que le roi François Ier de France son cousin germain. Il est comte apanagiste de Genève, élevé au rang de duc en 1564 ; et duc de Nemours de 1533 à 1585.
Sa sœur Jeanne (1532-1568) devient en 1555 la seconde femme de Nicolas de Lorraine, comte de Vaudémont et régent des duchés.

### Prince au service de la France
À quinze ans, il est présenté à François Ier. Des années plus tard, ayant contesté en vain à son cousin Léonor d'Orléans-Longueville la succession à la principauté de Neuchâtel, le duc de Nemours se signala au siège de Lens en 1552. L'année suivante, apprenant les vues de Charles Quint sur la ville de Metz, il s'y présenta et participa intelligemment à la défense de Metz. Il servit ensuite en Flandre et en Italie jusqu'à la trêve de Vaucelles (5 février 1556). Il fut fait colonel général de la cavalerie légère.  En 1558, lors du siège de Thionville il commande comme colonel la cavalerie légère.
Il combattit en duel le marquis de Piscaire (it) pour une raison inconnue. Lors de la blessure mortelle du roi Henri II durant un tournoi (30 juin 1559), il fut un de ses tenants. Quelques jours plus tard, il fut l'ambassadeur du duc Emmanuel-Philibert de Savoie lors de son mariage avec Marguerite de Valois, fille de François Ier et de Claude de France, qui eut lieu à Paris le 10 juillet 1559.
Il est fait chevalier de l'ordre de Saint-Michel le 7 décembre 1561. Il continua à se distinguer durant les guerres de Religion contre les protestants. Il contribua entre autres à la prise de Bourges et battu à deux reprises le baron des Adrets. Il commanda les Suisses qui ramenèrent à Paris Charles IX, que les calvinistes avaient voulu enlever à Montceaux-les-Meaux. En 1562-1563, dans le Dauphiné en remplacement d'Antoine de Bourbon-Vendôme, il échoue devant Lyon tenue par Jean V de Parthenay pour le compte du parti Huguenot. L'édit de pacification du 19 mars 1563 réconcilie pour un temps les deux partis.
Il devient le 11e gouverneur du Lyonnais avec l'Auvergne le Bourbonnais et la Marche le 27 décembre 1562 enregistré le 4 juillet 1564.
Après avoir pris part à la bataille de Saint-Denis en 1567, il fut chargé de s'opposer à l'entrée des troupes que le duc de Deux-Ponts envoyait aux vaincus. Il échoua dans cette expédition par la faute du duc d'Aumale, son rival, et se retira dans son duché de Genève, où il se livra à la culture des lettres et des arts. Le comté de Genève avait par ailleurs été érigé en duché en 1564.

### Prince «séducteur»
La moderniste Jacqueline Boucher qualifie Jacques de Savoie-Nemours de « grand seigneur lettré, sportif, cultivé et mondain, réputé pour ses talents de séducteur ».
Il est pendant l'été 1559 un prétendant sérieux de la reine Élisabeth d'Angleterre. Le mariage était tenu pour fait à la cour de France, mais les réticences coutumières de la reine et la guerre en Écosse laissèrent ce projet d'alliance sans suite. Une autre raison aurait pu être son amour pour Anne de Ferrare (Anne d'Este), ce que l'on retrouve transformé dans le roman La Princesse de Clèves, où Jacques de Savoie refuse de partir à cause de son amour pour ladite princesse.
Il fut également accaparé par plusieurs années de procès que lui fit une dame de haut lignage, Françoise de Rohan, qu'il avait mise enceinte et à laquelle il avait fait une promesse de mariage. De cette union naît Henri de Genevois.
Le prince de Nemours épouse finalement en 1566 la veuve du duc de Guise, Anne d'Este, petite-fille du roi Louis XII. La reine de Navarre Jeanne d'Albret, parente des Rohan, ayant vainement tenté d'empêcher le mariage. Le procès qui en résulte empoisonna la vie de Nemours et divertit la cour pendant toutes les guerres de religion. Il se termine sous Henri III par une solution, due au mathématicien François Viète, satisfaisant toutes les parties.

### Mort et sépulture
Jacques de Savoie meurt de la goutte le 18 juin 1585, dans son domaine de la Cassine-Chastelier, près de Moncalieri (Piémont),. François Mugnier indique qu'il est « mort le 15 ou le 18 juin 1585 », cette première date est celle retenue notamment par le site de généalogie Foundation for Medieval Genealogy ou les notices d'autorité (cf. infra).
Son corps est porté à Annecy, capitale du Genevois, où son corps est inhumé dans l'église familiale, Notre-Dame-de-Liesse.
Son fils, Charles-Emmanuel, lui succède.

## Titres
Jacques de Savoie est duc de Nemours de 1533 jusqu'à sa mort, comte puis duc de Genevois, marquis de Saint-Sorlin, gouverneur du Lyonnais. De même, il est colonel-général de cavalerie.

## Famille
Jacques de Savoie épouse à Saint-Maur-des-Fossés le 29 avril 1566 Anne d'Este (1531 † 1607), veuve de François Ier, duc de Guise et fille d'Hercule II d'Este (1508 † 1559), duc de Ferrare, et de Renée de France, 
et eut :
- Charles-Emmanuel (1567 † 1595), duc de Nemours, sans alliance ;
- Marguerite Marie (1569 † 1572) ;
- Henri (1572 † 1632), duc de Nemours, épouse en 1618 Anne de Lorraine, duchesse d'Aumale (1600-1638) ;
- Emmanuel Philibert

Jacques de Savoie a deux enfants naturels connus :
- Henri de Genevois, de Nemours, dit le Prince de Genève (1557 † 1596)[2], né de sa liaison avec Françoise de Rohan ;
- Jacques, dit [II], de Savoie ou le cadet († 1595), abbé de Talloires et d'Entremont, issu d'une relation avec une certaine Jeanne Dupré[14].

## Littérature
- Il est aussi le modèle du héros « M. de Nemours » décrit dans le roman de Mme de Lafayette (1634-1693) La Princesse de Clèves :

« Ce prince était un chef-d'œuvre de la nature ; ce qu'il avait de moins admirable, c'était d'être l'homme du monde le mieux fait et le plus beau. Ce qui le mettait au-dessus des autres était une valeur incomparable, et un agrément dans son esprit, dans son visage et dans ses actions que l'on n'a jamais vu qu'à lui seul ; il avait un enjouement qui plaisait également aux hommes et aux femmes, une adresse extraordinaire dans tous ses exercices, une manière de s'habiller qui était toujours suivie de tout le monde, sans pouvoir être imitée, et enfin un air dans toute sa personne qui faisait qu'on ne pouvait regarder que lui dans tous les lieux où il paraissait. »